# カーディーシーヤ県
カーディーシーヤ県（カーディーシーヤけん、アラビア語：محافظة القادسية Muḥāfaẓat al-Qādisīyah）は、イラクの県で、県都はディーワーニーヤ。
日本語カタカナ化の慣例により「シ」が当てられているが原語では القادسية（al-Qādisīya(h), アル＝カーディスィーヤ）という発音であるためカーディスィーヤとの表記も混在している。

## 地理
隣接する県は、東北にワーシト県、東南にジーカール県、南にムサンナー県、西にナジャフ県、北西にバービル県の5つ。

## 歴史
636年、カーディシーヤの戦い

## 主要施設
- カーディーシーヤ大学（英語版）